# Итальянско-китайские отношения
Итальянско-китайские отношения — двусторонние дипломатические отношения между Италией и Китаем.

## История
Древние контакты между Китаем и Средиземноморьем существовали на протяжении веков. Официальные двусторонние отношения между современными Италией и Китайской Народной Республикой были установлены только 6 ноября 1970 года. Известие о признании Италией Китайской Народной Республики и последующем разрыве официальных отношений с Китайской Республикой (Тайвань) побудили другие европейские страны, такие как Австрия и Бельгия, предпринять аналогичные шаги.
В 1934 году было создано совместное предприятие Китайской республики и Королевства Италия «Китайско-итальянский национальный авиационный завод» (SINAW), впоследствии ставшее авиакомпанией «Hongdu», одним из крупнейших производителей самолётов в Китае. 
Однако, после начала Второй японо-китайской войны в 1937 году, Италия стала союзником Японской империи и оказывала ей поддержку в бомбардировках заводов SINAW. В декабре 1937 года китайское правительство конфисковало итальянскую недвижимость, все итальянские сотрудники компании были уволены.
В январе 1969 года министр иностранных дел Италии Пьетро Ненни представил предложение о признании Китая. Итальянская коммунистическая партия пригласила представителей Китая принять участие в партийном съезде 1969 года, но Китай отклонил приглашение. В феврале 1971 года страны обменялись послами.

## Дипломатические отношения
В настоящее время между странами существует обмен государственными визитами на высоком уровне. В сентябре 2005 года министр обороны Китая Цао Ганчуань и заместитель министра обороны Италии Сальваторе Кику высказались за более тесное военное сотрудничество между странами. 
24 марта 2019 года Италия присоединилась к инициативе «Один пояс и один путь», став первой странойБольшой семёрки, сделавшей это. 6 декабря 2023 года правительство Италии объявило о выходе из инициативы «Один пояс и один путь».
В июле 2024 года премьер-министр Италии Джорджа Мелони совершила официальный визит в Китай. В ходе визита она встретилась с председателем КНР Си Цзиньпином и премьером Государственного совета КНР Ли Цянем. Был подписан план двустороннего сотрудничества на три года.
8 и 9 ноября 2024 года президент Италии Серджо Маттарелла посетил Китай и встретился с председателем КНР Си Цзиньпинем, премьером Государственного совета КНР Ли Цянем и председателем Постоянного комитета Всекитайского собрания народных представителей Чжао Лэцзи. Среди иных вопросов была обсуждена интенсификация взаимной торговли. Маттарелла призвал устранить барьеры, существующие в Китае, для свободного импорта продукции из Италии.

## В области экономики
Китай является одним из крупнейших торговых партнёров Италии по импорту и экспорту товаров. По состоянию на ноябрь 2018 года объём товарооборота между странами достиг 48,25 млрд. долл. США, что превысило общий объём торговых операций за весь 2017 год и сделало Италию девятым по величине экспортным направлением Китая и третьим по величине источником импорта. Учитывая, что Италия обладает многими технологическими и брендовыми преимуществами, она стала одним из основных направлений для зарубежных инвестиций китайских предприятий в последние годы, и масштабы вложений постепенно увеличиваются.
Италия имеет дефицит в торговле с Китаем. Объём экспорта Китая в Италию превышает экспорт Италии в Китай.
С 2016 по 2022 год товарооборот увеличился вдвое с 38 млрд евро в 2016 году до 74 млрд евро в 2022 году.
В 2022 году объём двусторонней торговли достиг 73,9 млрд евро. Экспорт Италии в Китай в 2022 году составил 16,4 млрд евро, импорт из Китая — 57,5 млрд евро. На 2022 год Китай входит в топ-10 импортёров продукции Италии, являясь первым в Азии и вторым после США по объёму импорта.
Структура экспорта Италии в Китай на 2022 год: оборудование, текстиль, одежда, химическая продукция, транспортные средства, фармацевтические товары.
Объём инвестиций Италии в Китай в 2022 году составил 15,5 млрд евро. В 2023 году Италия инвестировала в Китай также 15 млрд евро.
Действуют итальянско-китайский межправительственный комитет, совместный экономический и торговый комитет. С июня 2014 года действует итальянско-китайский бизнес форум.

## В области спорта
6 июня 2016 года китайская компания Suning Commerce приобрела контрольный пакет (70 %) акций футбольного клуба Интернационале.

## В области культуры
Действуют Итальянский институт культуры в Пекине, итальянские институты культуры в Шанхае и Гонконге,

## Дипломатические представительства
- Италия имеет посольство в Пекине[20].
- Китай содержит посольство в Риме[21].